# Shefford (district électoral du Canada-Uni)
Pour les articles homonymes, voir Shefford.
Circonscription électorale provinciale du Canada
Shefford est un district électoral de l'Assemblée législative de la province du Canada.

## Liste des députés
| Années | Années      | Député                 | Affiliation       |
| ------ | ----------- | ---------------------- | ----------------- |
|        | 1841 - 1844 | Sewell Foster          | Tory unioniste    |
|        | 1844 - 1848 | Sewell Foster          | Tory              |
|        | 1848 - 1848 | Lewis Thomas Drummond  | Canadien-français |
|        | 1848 - 1851 | Lewis Thomas Drummond  | Canadien-français |
|        | Réformiste  | Lewis Thomas Drummond  |                   |
|        | 1851 - 1854 | Lewis Thomas Drummond  |                   |
|        | 1854 - 1858 | Lewis Thomas Drummond  | Bleu              |
|        | 1858 - 1858 | Lewis Thomas Drummond  | Libéral           |
|        | 1858 - 1861 | Asa Belknap Foster     | Conservateur      |
|        | 1861 - 1863 | Lucius Seth Huntington | Rouge             |
|        | 1863 - 1867 | Lucius Seth Huntington | Rouge             |